# شفيقة القبطية (فلم)
شفيقة القبطية فيلم دراما مصري من إنتاج العام 1963 من إخراج حسن الإمام. الفيلم من بطولة هند رستم وحسن يوسف وزيزي البدراوي. ويحكي الفيلم قصة شفيقة القبطية التي كانت أشهر راقصه مصريه في القرن 19،

## طاقم العمل
- هند رستم
- حسن يوسف
- زيزي البدراوي
- فؤاد المهندس
- أمينة رزق
- حسين رياض
- زوزو ماضي
- فاخر فاخر
- صلاح منصور
- جمال إسماعيل